# Odd Nansen
Pour les articles homonymes, voir Nansen.
Odd Nansen, né le 6 décembre 1901 et mort le 27 juin 1973, est un architecte et écrivain norvégien. Il est connu pour son action en faveur des Juifs dans les premières années de la Seconde Guerre mondiale (notamment via Nansenhjelpen) et pour être l'un des fondateurs de l'Unicef.
Il étudie l'architecture auprès d'Arnstein Arneberg.
Il écrit un livre, Tommy, et fit aussi une apparition dans L'enfant de la chance, livre qu'écrit "Tommy".
Il est le fils de Fridtjof Nansen et d'Eva Nansen et le père d'Eigil Nansen.
Une biographie détaillée est parue en 2015 sous la plume d'Anne Ellingsen.